# Стрончно
Стрончно (пол. Strączno, нім. Stranz) — село в Польщі, у гміні Валч Валецького повіту Західнопоморського воєводства.
Населення — 832 особи (2011).
У 1975-1998 роках село належало до Пільського воєводства.

## Демографія
Демографічна структура станом на 31 березня 2011 року:
|          | Загалом | Допрацездатний вік | Працездатний вік | Постпрацездатний вік |
| -------- | ------- | ------------------ | ---------------- | -------------------- |
| Чоловіки | 420     | 96                 | 294              | 30                   |
| Жінки    | 412     | 89                 | 248              | 75                   |
| Разом    | 832     | 185                | 542              | 105                  |